# Top Drives
Top Drives — коллекционная карточная игра в виде автосимулятора с элементами стратегии, разработанная для мобильных телефонов под управлением операционных систем iOS и Android британской студией Hutch Games и выпущенная 29 августа 2017 года.

## Разработка и выпуск
Top Drives разработана британской студией Hutch Games, известная такими играми, как MMX Racing и Hot Wheels: Race Off и была выпущена 29 августа 2017 года. Партнером компании стал автомобильный журнал Evo, предоставлявший фотографии автомобилей для разработчиков. Уже за первую неделю после публикации для iOs игру скачали более 1 миллиона раз.

## Геймплей

Геймплей игры

Top Drives — это коллекционная карточная игра с элементами стратегии и гонок. В Top Drives можно играть онлайн в режиме реального времени. Имеется многопользовательский режим с соревнованиями и таблицами рекордов игроков.
В режиме карьеры (кампания) есть этапы в разных странах и городах мира (Канагава, Бавария, Лондон и других) с уровнями, состоящими из пяти гонок, различающиеся по виду (тест на перегрузки, ¼ мили, слалом и другие виды), месту и погоде (серпантин, город, снег и т. д). Игроку предлагается победить в наибольшем числе гонок и получить в результате как можно больше очков. Для победы над автомобилями противника игроку нужно использовать автомобиль из гаража с подходящими характеристиками, который будет более быстрым и маневренным. За один раз разрешается взять 5 машин (по 1 на гонку). Также нужно выбирать автомобиль в зависимости от типа гонки и трассы. В гонках участвует по два автомобиля (один из них — автомобиль игрока). За победу начисляется 50 очков и пополняется шкала, но можно получить и больше, если игрок намного обгонит соперника. При проигрыше снимается 50 очков и опускается шкала, при сильном отставании — также больше. Если машина игрока или соперника не выполнила условия для гонки, отнимаются 250 очков. В конце каждого этапа игрок получает награды. Также в конце игрок может получить до трёх звёзд за этап. При выпадании 3 звёзд игрок забирает максимальное количество карт с подарками после окончания гонок. В конце каждого этапа (10-й уровень) есть боссы.
За ежедневное посещение игры даются деньги, опыт, конверты, а иногда и конкретные автомобили.
Каждый игрок и автомобили имеют свой уровень (RQ, Race Quota), который в профиле постепенно повышается по мере продвижения и прогрессирования игрока, а у автомобилей нельзя самостоятельно увеличить или уменьшить. RQ не позволяет использовать выбранные для гонки автомобили, если сумма RQ автомобилей превышает показатель RQ игрока. При достижения круглого делимого на 5 результата игрок получает награды в виде машин, денег, а иногда и новых мест в гараже. Кроме того, деньги выигрываются в турнирах, дарятся за ежедневное посещение игры или даются за продажу ненужных автомобилей, но в игре предлагается и вариант с микротранзакциями. Автомобили не управляются игроком, процесс вождения регулирует исключительно компьютер. Игрок может наблюдать за процессом езды или пропустить его, сразу перейдя к моменту финиша.
Во время гонок трасса показывается игроку в трёхмерной графике с видом «с угла». У каждой отдельной модели нет собственной 3D-модели, одна 3D-модель отвечает сразу за многие автомобили одного типа кузова, но они могут различаться по цвету (цвет зависит от цвета автомобиля, изображённого на карточке). Интересно также и то, что конверты, покупаемые игроком, также выполнены в трёхмерной графике.

## Автомобили
По состоянию на август 2023 года в Top Drives доступны 3766 лицензированных автомобиля известных марок в виде карт, причем это число постепенно продолжает увеличиваться. На карточках большинство изображений автомобилей предоставлены крупным британским автомобильным журналом Evo и основная информация (дополнительная появляется на обратной стороне карточки).
Каждая карточка имеет свой уровень редкости: обычный, необычный, редкий, суперредкий (суперский), ультраредкий (экстремальный), эпический (грандиозный) и легендарный. При улучшении автомобили уровень редкости не меняется, но у некоторых автомобилей его менял разработчик. Автомобили игрок может добыть на соревнованиях (чем выше результат, тем лучше приз) или покупает конверты с автомобилями (керамический, углеволокно, алюминий и т. д.). Чем дороже конверт, тем реже автомобили, выпадающие из него. Можно купить и специальные конверты (британские автомобили, полноприводные, эксклюзивные седаны и другие) или посвященные отдельным маркам (Nissan, Lotus, Mercedes-Benz, Porsche, Vauxhall и другие). Автомобили нужно продавать или брать к себе в гараж при наличии свободного места, иначе карточки исчезнут через 24 часа. Автомобилям можно свободно делать тюнинг, после которого увеличивается скорость, уменьшается масса, время разгона и т. д., что позволяет снизить необходимость в лишних автомобилях и побеждать более сильных противников. После тюнинга изменяются и показатели на карточке.

## Рецензии
| Иноязычные издания | Иноязычные издания |
| Издание            | Оценка             |
| ------------------ | ------------------ |
| Multiplayer.it     | 7,5/10             |
| OXiDroid           | [ 15 ]             |
| blue-la-goon.com   | [ 16 ]             |

- Ресурс multuplayer.it поставил игре оценку 7.5 из 10, отметив среди минусов игры повторяющийся геймплей и отсутствие некоторых автомобилей[14].
- Сайт OXiDroid дал игре оценку 6.9 баллов (3.5 звезды), отметив «обманчивую» графику и нудный игровой процесс, назвал её «хорошим таймкиллером»[15].
- Эксперт с сайта blue-la-goon.com поставил игре 3 звезды из 5, добавив, что игра будет идеальной для вас, «если вы являетесь терпеливыми игроками, которые желают собирать ещё другие карты, помимо вымышленных персонажей и монстров, или ищут пассивную игру, чтобы наслаждаться между быстрыми симуляторами дайвинга»[16].